# Du borde tycka om mig
Du borde tycka om mig är ett studioalbum från 2012 av Bo Kaspers orkester. Albumet är utgivet av Svedala Records.

## Låtlista
1. Festen
2. Världens ände
3. Längre upp i bergen
4. Innan du går
5. Utan dig
6. Snart kommer natten
7. Vilket år
8. Jag är vacker ikväll
9. Mitt rätta jag
10. Kom

## Listplaceringar
| Lista (2012-2013) | Topplacering |
| ----------------- | ------------ |
| Danmark           | 13           |
| Finland           | 5            |
| Norge             | 4            |
| Sverige           | 2            |

### Fotnoter
1. ↑  ”Du borde tycka om mig”. Ginza musik. 25 februari 2012. Arkiverad från originalet den 29 januari 2013. https://web.archive.org/web/20130129115757/http://www.ginza.se/product/bo-kaspers-orkester/du-borde-tycka-om-mig-2012/400054/. Läst 26 januari 2013.
2. ↑  ”Du borde tycka om mig”. Svensk mediedatabas. 25 februari 2012. http://smdb.kb.se/catalog/id/002857880. Läst 2 november 2013.
3. ↑  ”Du borde tycka om mig”. Danishcharts. 25 februari 2012. Arkiverad från originalet den 2 maj 2013. https://web.archive.org/web/20130502034350/http://www.danishcharts.com/showitem.asp?interpret=Bo%20Kaspers%20Orkester&titel=Du%20borde%20tycka%20om%20mig&cat=a. Läst 26 januari 2013.
4. ↑  ”Du borde tycka om mig”. Finnishcharts. 25 februari 2012. Arkiverad från originalet den 27 november 2014. https://web.archive.org/web/20141127160904/http://finnishcharts.com/showitem.asp?interpret=Bo%20Kaspers%20Orkester&titel=Du%20borde%20tycka%20om%20mig&cat=a. Läst 26 januari 2013.
5. ↑  ”Du borde tycka om mig”. Norwegiancharts. 25 februari 2012. Arkiverad från originalet den 12 november 2014. https://web.archive.org/web/20141112145509/http://norwegiancharts.com/showitem.asp?interpret=Bo%20Kaspers%20Orkester&titel=Du%20borde%20tycka%20om%20mig&cat=a. Läst 26 januari 2013.
6. ↑  ”Du borde tycka om mig”. Swedishcharts. 25 februari 2012. http://swedishcharts.com/showitem.asp?interpret=Bo+Kaspers+Orkester&titel=Du+borde+tycka+om+mig&cat=a. Läst 26 januari 2013.